# Ingershof
Ingershof ist ein Gemeindeteil der Gemeinde Fünfstetten im Landkreis Donau-Ries (Regierungsbezirk Schwaben, Bayern).
Die inzwischen abgebrochene Einöde lag auf der Gemarkung Nußbühl drei Kilometer nördlich von Fünfstetten an der Schwalb in freier Feldflur.